# Karen Walker
Karen Walker (nome de solteira: Karen Delaney) é uma personagem da famosa sitcom norte-americana Will & Grace. Ela é interpretada pela atriz e cantora Megan Mullally.
Apesar de tentar manter sua idade em segredo, Jack McFarland revelou que Karen tinha 42 anos em 2001, o que significa que ela nasceu em janeiro de 1959. Karen casou-se quatro vezes – seu primeiro marido se chamava St. Croix, o segundo Popeil, o terceiro Stan Walker (casada desde 1995), até que se casou por vinte minutos com Lyle Finster (John Cleese) em 2004, apesar de ainda estar casada com Stan. Karen possui um alter ego chamado Anastásia Beaverhausen. Seu nome verdadeiro pode não ser Karen, já que o muda de tempo em tempo para despistar os agentes federais.
Karen foi criada para ser apenas uma personagem coadjuvante no programa, mas explodiu como a favorita da audiência e portanto começou a ganhar destaque. Ela é milionária graças ao seu obeso marido Stan Walker.
Para se distrair, Karen aceitou o emprego de assistente/secretária de Grace Adler,interpretada por Debra Messing  (personagem-título da série). Apesar de nunca trabalhar (ela mal sabe utilizar um computador ou um aparelho de fax), ela nunca pede demissão porque esse emprego a mantém com os "pés no chão"; Grace não a demite porque ela se beneficia da rede de contatos de Karen. Através de seu emprego com Grace, Karen entrou na vida dos personagens-título, e também criou uma grande amizade com Jack McFarland, um afetado rapaz gay e aprendiz de ator.
Karen acaba por deixar o seu marido Stan no final da série e ficar pobre devido a todo o dinheiro de Stan ser de empréstimos. Mas após Jack herdar dinheiro de Beverlie Leslie, Karen vai viver com Jack e ambos vivem a vida de luxo de sempre. 
No ultimo episodio, a série salta uns 15 ou mais anos no tempo, e apesar do tempo passar e o resto das personagens envelhecer Karen mantém-se igual, o que é esperado visto que a idade de Karen nunca é verdadeiramente revelada (Karen faz bastantes referências a eventos no passado claramente demasiados antigos para a sua suposta idade, tal como a grande depressão da bolsa de Nova York nos anos 30) e diz ter muitas operações plásticas para manter o seu aspecto, Karen diz também que vai viver para sempre devido a um acordo com o diabo.
A personagem Karen é muito famosa por suas tiradas rápidas e seu humor físico. Ela é uma personagem emocionalmente complexa, enclausurada numa fachada de desinteresse, egoísmo e mesquinhez. Normalmente usando remédios controlados e se embebedando, Karen faz comentários cruéis das outras pessoas com uma frieza única (por exemplo, quando apresentada ao conceito da máquina de lavar, Grace conta que "as pessoas pobres reutilizam as roupas" e responde "os pobres são tão inteligentes!"). Comparada ao episódio piloto, a personagem hoje tem uma voz mais aguda e de certa forma mais irritante. Ela também é conhecida por usar o adjetivo "querida" em excesso.